# Seznam integralov eksponentnih funkcij
Seznam integralov eksponentnih funkcij vsebuje integrale eksponentnih funkcij. 

## Nedoločeni integrali
Nedoločeni integrali so primitivne funkcije.  Aditivno konstanto lahko dodamo na desni strani vsakega izmed obrazcev, tukaj so te konstante izpuščene zaradi enostavnosti. 
{\displaystyle \int e^{x}\;\mathrm {d} x=e^{x}}
{\displaystyle \int e^{cx}\;\mathrm {d} x={\frac {1}{c}}e^{cx}}
{\displaystyle \int a^{cx}\;\mathrm {d} x={\frac {1}{c\cdot \ln a}}a^{cx}} za {\displaystyle a>0,\ a\neq 1}
{\displaystyle \int xe^{cx}\;\mathrm {d} x={\frac {e^{cx}}{c^{2}}}(cx-1)}
{\displaystyle \int x^{2}e^{cx}\;\mathrm {d} x=e^{cx}\left({\frac {x^{2}}{c}}-{\frac {2x}{c^{2}}}+{\frac {2}{c^{3}}}\right)}
{\displaystyle \int x^{n}e^{cx}\;\mathrm {d} x={\frac {1}{c}}x^{n}e^{cx}-{\frac {n}{c}}\int x^{n-1}e^{cx}\mathrm {d} x=\left({\frac {\partial }{\partial c}}\right)^{n}{\frac {e^{cx}}{c}}}
{\displaystyle \int {\frac {e^{cx}}{x}}\;\mathrm {d} x=\ln |x|+\sum _{n=1}^{\infty }{\frac {(cx)^{n}}{n\cdot n!}}}
{\displaystyle \int {\frac {e^{cx}}{x^{n}}}\;\mathrm {d} x={\frac {1}{n-1}}\left(-{\frac {e^{cx}}{x^{n-1}}}+c\int {\frac {e^{cx}}{x^{n-1}}}\,\mathrm {d} x\right)\qquad {\mbox{(za }}n\neq 1{\mbox{)}}}
{\displaystyle \int e^{cx}\ln x\;\mathrm {d} x={\frac {1}{c}}e^{cx}\ln |x|-\operatorname {Ei} \,(cx)}
{\displaystyle \int e^{cx}\sin bx\;\mathrm {d} x={\frac {e^{cx}}{c^{2}+b^{2}}}(c\sin bx-b\cos bx)}
{\displaystyle \int e^{cx}\cos bx\;\mathrm {d} x={\frac {e^{cx}}{c^{2}+b^{2}}}(c\cos bx+b\sin bx)}
{\displaystyle \int e^{cx}\sin ^{n}x\;\mathrm {d} x={\frac {e^{cx}\sin ^{n-1}x}{c^{2}+n^{2}}}(c\sin x-n\cos x)+{\frac {n(n-1)}{c^{2}+n^{2}}}\int e^{cx}\sin ^{n-2}x\;\mathrm {d} x}
{\displaystyle \int e^{cx}\cos ^{n}x\;\mathrm {d} x={\frac {e^{cx}\cos ^{n-1}x}{c^{2}+n^{2}}}(c\cos x+n\sin x)+{\frac {n(n-1)}{c^{2}+n^{2}}}\int e^{cx}\cos ^{n-2}x\;\mathrm {d} x}
{\displaystyle \int xe^{cx^{2}}\;\mathrm {d} x={\frac {1}{2c}}\;e^{cx^{2}}}
{\displaystyle \int e^{-cx^{2}}\;\mathrm {d} x={\sqrt {\frac {\pi }{4c}}}\operatorname {erf} ({\sqrt {c}}x)}
{\displaystyle \int xe^{-cx^{2}}\;\mathrm {d} x=-{\frac {1}{2c}}e^{-cx^{2}}}
{\displaystyle \int {1 \over \sigma {\sqrt {2\pi }}}\,e^{-{(x-\mu )^{2}/2\sigma ^{2}}}\;\mathrm {d} x=-{\frac {1}{2}}\left(\operatorname {erf} \,{\frac {-x+\mu }{\sigma {\sqrt {2}}}}\right)\ \ \ }              (erf je funkcija napake)
{\displaystyle \int e^{x^{2}}\,\mathrm {d} x=e^{x^{2}}\left(\sum _{j=0}^{n-1}c_{2j}\,{\frac {1}{x^{2j+1}}}\right)+(2n-1)c_{2n-2}\int {\frac {e^{x^{2}}}{x^{2n}}}\;\mathrm {d} x\quad {\mbox{velja za }}n>0,}
where {\displaystyle c_{2j}={\frac {1\cdot 3\cdot 5\cdots (2j-1)}{2^{j+1}}}={\frac {(2j)\,!}{j!\,2^{2j+1}}}\ .}
{\displaystyle {\int \underbrace {x^{x^{\cdot ^{\cdot ^{x}}}}} _{m}\,dx=\sum _{n=0}^{m}{\frac {(-1)^{n}(n+1)^{n-1}}{n!}}\Gamma (n+1,-\ln x)+\sum _{n=m+1}^{\infty }(-1)^{n}a_{mn}\Gamma (n+1,-\ln x)\qquad {\mbox{(za }}x>0{\mbox{)}}}}
where {\displaystyle a_{mn}={\begin{cases}1&{\text{kadar je }}n=0,\\{\frac {1}{n!}}&{\text{kadar je }}m=1,\\{\frac {1}{n}}\sum _{j=1}^{n}ja_{m,n-j}a_{m-1,j-1}&{\text{v ostalih primerih }}\end{cases}}}
in {\displaystyle \Gamma (x,y)} je gama funkcija
{\displaystyle \int {\frac {1}{ae^{\lambda x}+b}}\;\mathrm {d} x={\frac {x}{b}}-{\frac {1}{b\lambda }}\ln \left(ae^{\lambda x}+b\right)\,} kadar je {\displaystyle b\neq 0}, {\displaystyle \lambda \neq 0} in {\displaystyle ae^{\lambda x}+b>0\,.}
{\displaystyle \int {\frac {e^{2\lambda x}}{ae^{\lambda x}+b}}\;\mathrm {d} x={\frac {1}{a^{2}\lambda }}\left[ae^{\lambda x}+b-b\ln \left(ae^{\lambda x}+b\right)\right]\,}  kadar je {\displaystyle a\neq 0}, {\displaystyle \lambda \neq 0} in  {\displaystyle ae^{\lambda x}+b>0\,}.

## Določeni intagrali
{\displaystyle \int _{0}^{1}e^{x\cdot \ln a+(1-x)\cdot \ln b}\;\mathrm {d} x=\int _{0}^{1}\left({\frac {a}{b}}\right)^{x}\cdot b\;\mathrm {d} x=\int _{0}^{1}a^{x}\cdot b^{1-x}\;\mathrm {d} x={\frac {a-b}{\ln a-\ln b}}} za {\displaystyle a>0,\ b>0,\ a\neq b}, kar je logaritemska sredina
{\displaystyle \int _{0}^{\infty }e^{ax}\,\mathrm {d} x={\frac {1}{|a|}}\quad (a<0)}
{\displaystyle \int _{0}^{\infty }e^{-ax^{2}}\,\mathrm {d} x={\frac {1}{2}}{\sqrt {\pi  \over a}}\quad (a>0)} (Gaussov integral)
{\displaystyle \int _{-\infty }^{\infty }e^{-ax^{2}}\,\mathrm {d} x={\sqrt {\pi  \over a}}\quad (a>0)}
{\displaystyle \int _{-\infty }^{\infty }e^{-ax^{2}}e^{-2bx}\,\mathrm {d} x={\sqrt {\frac {\pi }{a}}}e^{\frac {b^{2}}{a}}\quad (a>0)} (glej integral Gaussove funkcije)
{\displaystyle \int _{-\infty }^{\infty }xe^{-a(x-b)^{2}}\,\mathrm {d} x=b{\sqrt {\frac {\pi }{a}}}}
{\displaystyle \int _{-\infty }^{\infty }x^{2}e^{-ax^{2}}\,\mathrm {d} x={\frac {1}{2}}{\sqrt {\pi  \over a^{3}}}\quad (a>0)}
{\displaystyle \int _{0}^{\infty }x^{n}e^{-ax^{2}}\,\mathrm {d} x={\begin{cases}{\frac {1}{2}}\Gamma \left({\frac {n+1}{2}}\right)/a^{\frac {n+1}{2}}&(n>-1,a>0)\\{\frac {(2k-1)!!}{2^{k+1}a^{k}}}{\sqrt {\frac {\pi }{a}}}&(n=2k,k\;{\text{integer}},a>0)\\{\frac {k!}{2a^{k+1}}}&(n=2k+1,k\;{\text{integer}},a>0)\end{cases}}} (!! pomeni dvojno fakulteto)
{\displaystyle \int _{0}^{\infty }x^{n}e^{-ax}\,\mathrm {d} x={\begin{cases}{\frac {\Gamma (n+1)}{a^{n+1}}}&(n>-1,a>0)\\{\frac {n!}{a^{n+1}}}&(n=0,1,2,\ldots ,a>0)\\\end{cases}}}
{\displaystyle \int _{0}^{\infty }e^{-ax}\sin bx\,\mathrm {d} x={\frac {b}{a^{2}+b^{2}}}\quad (a>0)}
{\displaystyle \int _{0}^{\infty }e^{-ax}\cos bx\,\mathrm {d} x={\frac {a}{a^{2}+b^{2}}}\quad (a>0)}
{\displaystyle \int _{0}^{\infty }xe^{-ax}\sin bx\,\mathrm {d} x={\frac {2ab}{(a^{2}+b^{2})^{2}}}\quad (a>0)}
{\displaystyle \int _{0}^{\infty }xe^{-ax}\cos bx\,\mathrm {d} x={\frac {a^{2}-b^{2}}{(a^{2}+b^{2})^{2}}}\quad (a>0)}
{\displaystyle \int _{0}^{2\pi }e^{x\cos \theta }d\theta =2\pi I_{0}(x)} ({\displaystyle I_{0}} je modificirana Besselova funkcija prve vrste)
{\displaystyle \int _{0}^{2\pi }e^{x\cos \theta +y\sin \theta }d\theta =2\pi I_{0}\left({\sqrt {x^{2}+y^{2}}}\right)}